# Peter Löcherbach

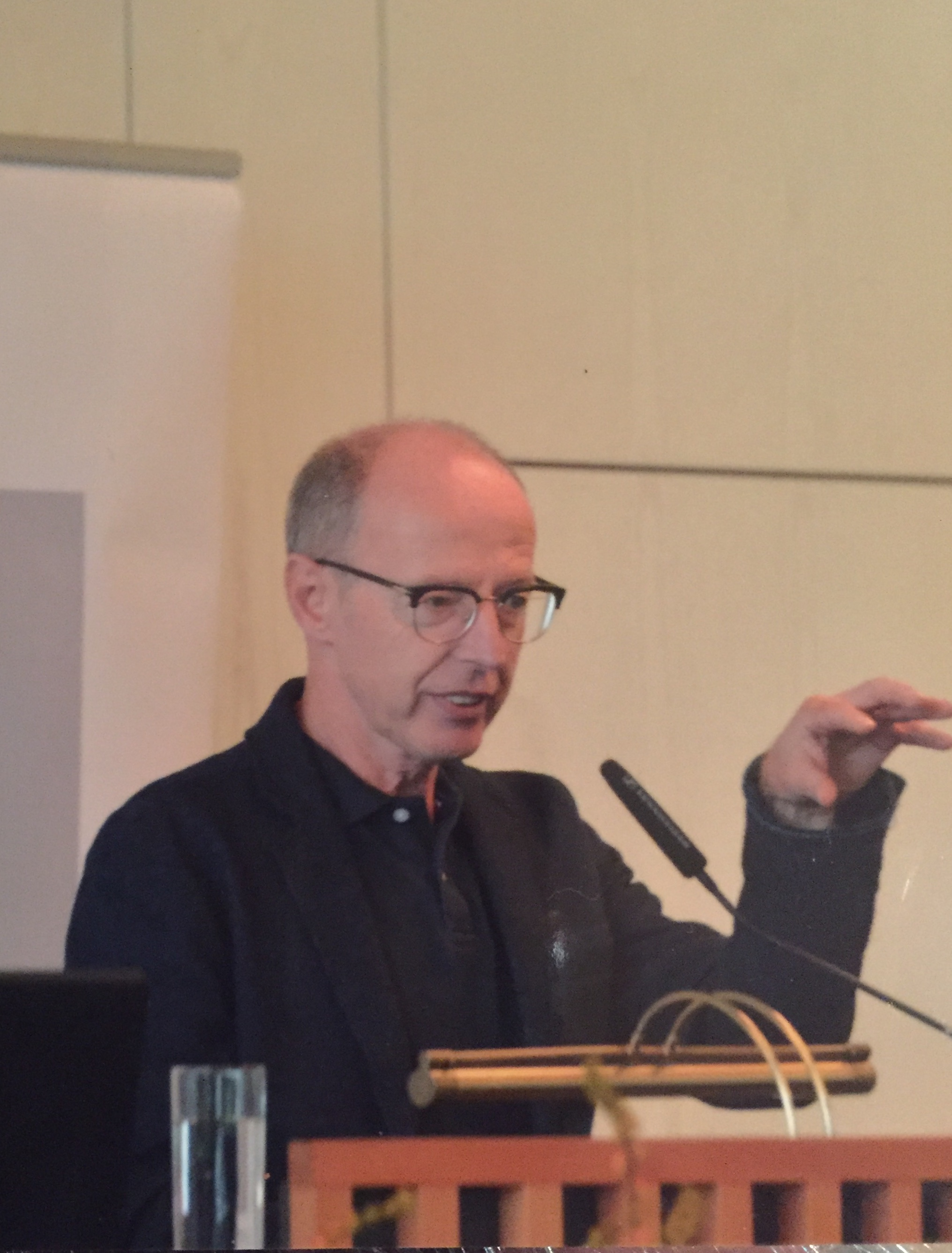
Peter Löcherbach (2017)

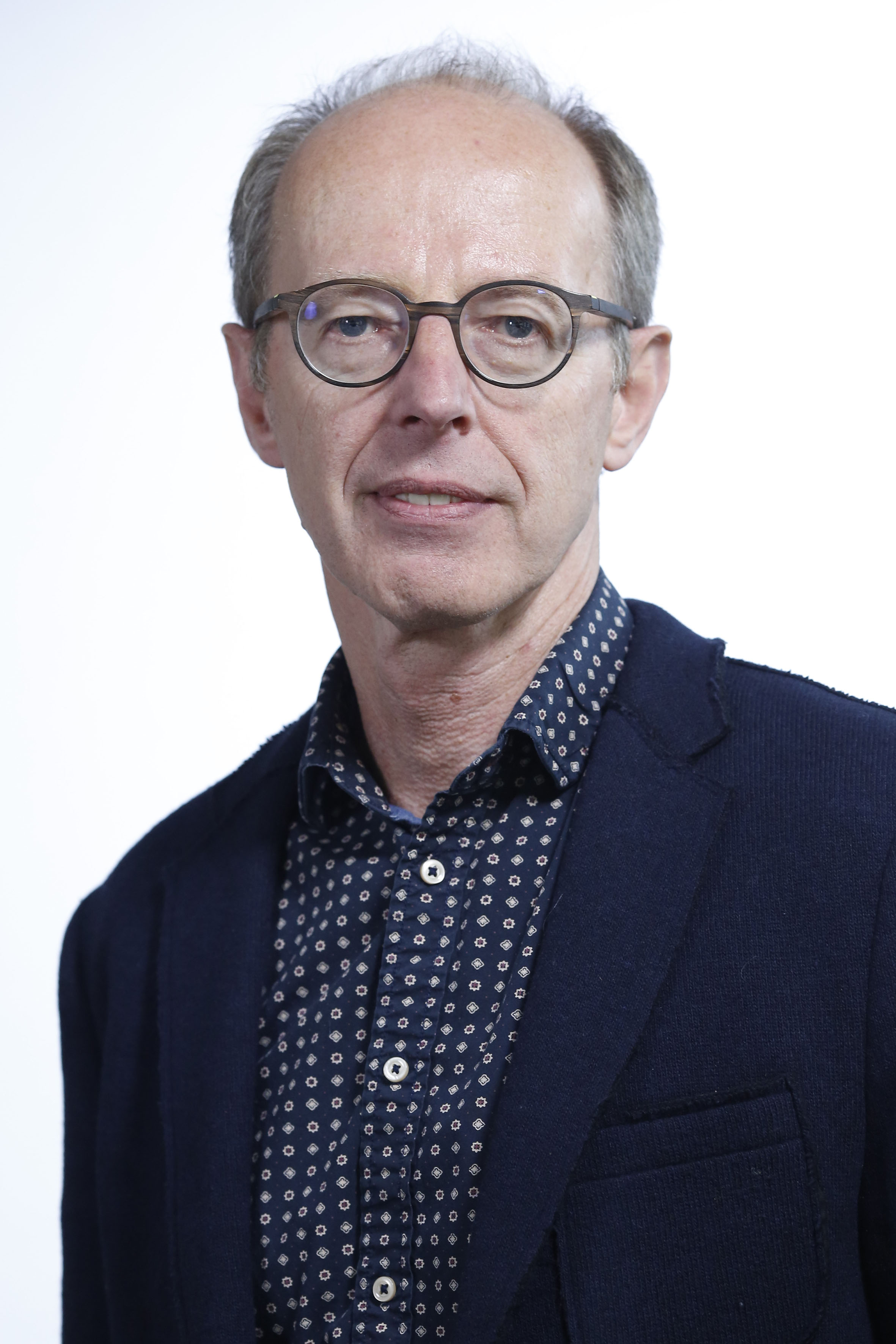
Peter Löcherbach

Peter Löcherbach (* 17. Mai 1957 in Kirchen (Sieg)) ist ein deutscher Sozialpädagoge, Pädagoge und Sozialarbeitswissenschaftler. Er ist im Vorstand der Deutschen Gesellschaft für Care und Case Management e.V. (DGCC), deren Vorsitzender er von 2015 bis 2022 war.

## Leben
Peter Löcherbach studierte Sozialpädagogik und Diplompädagogik und promovierte 1992 zum Dr. phil. Er hatte an der Katholischen Hochschule Mainz von 1994 bis 2024 eine Professur für Sozialarbeitswissenschaft inne und arbeitete in Lehre und Forschung mit den inhaltlichen Schwerpunkten Case Management, Sozialarbeitswissenschaft, Präventionstheorie und -praxis, Bedarfs- und Gesundheitsplanung. Als Dekan der Fachbereiche Sozialarbeit und Sozialpädagogik war Löcherbach von 1988 bis 2001 wesentlich für die Entwicklung einer neuen Studienstruktur zu einem integrierten Studiengang „Soziale Arbeit“ verantwortlich. Im Jahr 2000 etablierte er den neuen Schwerpunkt Case Management an der Hochschule. In der Zeit von 2001 bis 2008 war er Rektor dieser Hochschule. Er ist zertifizierter Case Manager und Case Management Ausbilder (DGCC) sowie Qualitätsmanagementbeauftragter (Dekra). Im Januar 2020 wurde er in das Kuratorium der Stiftung Deutsche Schlaganfall-Hilfe berufen.

## Forschungsschwerpunkte
Erste Forschungstätigkeiten umfassten Studien zur „Bedarfsermittlung und -planung von Ambulanter Psychotherapie“ (1992–1996). Als Forschungsleiter war er u. a. an der Hochschule für die Projekte „Computergestütztes Case Management in der Kinder- und Jugendhilfe“ (gefördert Bundesministerium für Bildung und Forschung 2005–2008), für die Evaluationsstudie „Patientenbegleitung Bosch BKK – Qualität und Effizienz im System der fallgesteuerten Patientenversorgung“ (Auftragsforschung Bosch BKK 2007–2009), Entwicklung und Evaluation von zertifizierten CM-Ausbildungen (DGCC 2000–2005), „Effektivität und Effizienz des Case Managements in der ambulanten Basisversorgung Demenzkranker“ (gefördert Bundesministerium für Bildung und Forschung 2009–2012), „Wirkungsanalyse des Fallmanagements in der Eingliederungshilfe“ (WiFEin) (beauftragt durch Kommunalverband für Jugend und Soziales Baden-Württemberg 2011–2012) sowie dem Forschungsprojekt OPEN – „Interkulturelle Öffnung der Pflegeberatung“ (Kooperationsprojekt der Hochschulen Rhein-Main, Frankfurt/M. und der Katholischen Hochschule Mainz, gefördert vom Bundesministerium für Bildung und Forschung), 2014–2017 tätig. Des Weiteren war er beteiligt an dem Projekt „Fallmanagement bei Leistungen zur Teilhabe“ der Deutschen Rentenversicherung. Aktuelle Durchführung für das vom BMAS (im Rahmen des Bundesprogramms „Innovative Wege zur Teilhabe am Arbeitsleben – rehapro“) geförderte Forschungsprojekt: „Koordination individueller Teilhabe“ (KiT – Laufzeit 2020–2025, Auftraggeber: Deutsche Rentenversicherung Bund).

## Case Management
2005 Mitbegründer der Deutschen Gesellschaft für Case und Care Management (DGCC), war er von 2005 bis 2015 deren stellvertretender Vorsitzender (Vorsitzender Wolf Rainer Wendt), von 2015 bis 2022 war er deren Vorsitzender und ist weiterhin Vorstandsmitglied.
Er ist Mitherausgeber der Zeitschrift Case Management.
Löcherbach vertritt ein transdisziplinäres Case Management-Konzept und lehnt die Verortung in einzelne Professionen/Disziplinen ab. Er entwickelte eine Implementierungssystematik, erstellte 2002 das erste Kompetenzprofil, war maßgeblich an der Entwicklung des DGCC-Zertifizierungssystems zur Aus- und Weiterbildung von Case Managern beteiligt und treibt die Auditierung von Case Management-Organisationen in der DGCC voran (2017 erste Auditierung).
Er ist Mitherausgeber zahlreicher Grundlagenwerke zum Handlungsansatz Case Management.

## Sozialarbeitswissenschaft
Die jahrzehntelange Beschäftigung mit der Sozialen Arbeit und Sozialarbeitswissenschaft in Forschung und Lehre hat Löcherbach zusammen mit Ria Puhl reflektiert in einer Einladung zur Sozialen Arbeit. Es werden die Besonderheiten dieses Berufs, die Denk- und Herangehensweisen von Sozialpädagogen und Sozialarbeitern ebenso beschrieben wie alte und neue Tätigkeiten und Herausforderungen. In einer Innen- und Außensicht wird die Berufsgruppe und ihre Klienten vorgestellt und aktuelle Themen wie Gender und Interkulturalität diskutiert. Immer wieder sind amüsante Geschichten von Kollegen aus der Praxis als Gedankensplitter eingestreut.

## Schriften (Monographien)
- Der Mythos Suchtprävention – Erfolge sind nicht auszuschließen. Koblenz 1992.
- Case Management-Ansätze. Perspektiven Pflegerischer Versorgung. Studienbrief 3. Münster 2014 (2. Auflage 2016).
- (mit Ria Puhl): Einladung zur Sozialen Arbeit. Studium, Beruf und Alltag einer jungen Disziplin. Baden-Baden 2016 (2. aktualisierte und erweiterte Auflage 2022).
- (mit Stefan Schmidt): Weiterbildungscurriculum Fallmanagement in der Rehabilitation. Heidelberg 2023.

Herausgeberschaften
- (mit Wolf-Rainer Wendt): Care und Case Management. Transprofessionelle Versorgungsstrukturen und Netzwerke. Stuttgart 2020.
- (mit Wolf-Rainer Wendt): Case Management in der Entwicklung. Heidelberg 2006 (3. Aufl. 2017).
- (mit Wolf-Rainer Wendt): Standards und Fachlichkeit im Case Management. Heidelberg 2009.
- (mit Wolfgang Klug, Ruth Remmel-Fassbender und Wolf-Rainer Wendt): Case Management. Fall- und Systemsteuerung in der Sozialen Arbeit. München 2002 (5. Auflage 2018).
- (mit Hugo Mennemann und Thomas Hermsen): Case Management in der Jugendhilfe. München 2009.
- (mit Ruth Remmel-Fassbender): Beratung und Steuerung im Case Management. (Schriftenreihe der Katholischen Fachhochschule Mainz) Band 6. Mainz 2012.